# جویندوسور
جویندوسور(نام علمی: Gwyneddosaurus) نام یک سرده از پرولاکرتا است.